# Gmina Nędza
Die Gmina Nędza ist eine Landgemeinde  im Powiat Raciborski der Woiwodschaft Schlesien in Polen. Ihr Sitz ist das gleichnamige Dorf (deutsch Nendza/Buchenau) mit etwa 3350 Einwohnern.

## Geographie
Die Gemeinde liegt im Westen der Woiwodschaft. Sie grenzt im Südwesten an die Kreisstadt Racibórz (Ratibor). Die weiteren Nachbargemeinden sind Rudnik im Westen, Kuźnia Raciborska im Norden und Nordosten sowie Lyski im Südosten und Süden.
Wichtigstes Gewässer ist der Oberlauf der Oder. Die Teiche östlich des Flusses gehören zum Naturschutzgebiet Łężczok.

## Geschichte
Die Landgemeinde wurde 1973 aus Gromadas gebildet. Sie kam 1975 von der Woiwodschaft Opole alten Zuschnitts zur Woiwodschaft Katowice, der Powiat wurde aufgelöst. Zum 1. Januar 1999 kam die Gemeinde zur Woiwodschaft Schlesien und wieder zum Powiat Raciborski.
Buchenau war von 1921 bis 1945 deutscher Grenzort. Bis 1954 bestand auf Gemeindegebiet die Gmina Markowice, die in Gromadas aufgelöst wurde und später in Teilen zur Stadt Racibórz kam.

## Gliederung
Die Landgemeinde Nędza besteht aus sieben Dörfern mit einem Schulzenamt (sołectwo):
- Nędza (Buchenau)
- Babice (Babitz, 1936–1945 Jungbirken)
- Ciechowice (Schichowitz, 1936–1945 Oderbrück)
- Górki Śląskie (Gurek, 1936–1945 Waldeck)
- Łęg (Leng)
- Szymocice (Schymotschütz, 1936–1945 Simsforst)
- Zawada Książęca (Herzoglich Zawada, 1936–1945 Reinfelde)

## Verkehr
An der Bahnstrecke Kędzierzyn-Koźle–Bohumín besteht der Bahnhof Nędza am Abzweig der Strecke nach Katowice.